# مدجاي
| G17 · D36 | U28 | G1 | M17 | M17 | G43 | T14 | A1 · Z2 |

| G17 · D36 | U28 | G1 | M17 | M17 | G43 | T14 | A1 · Z2 |

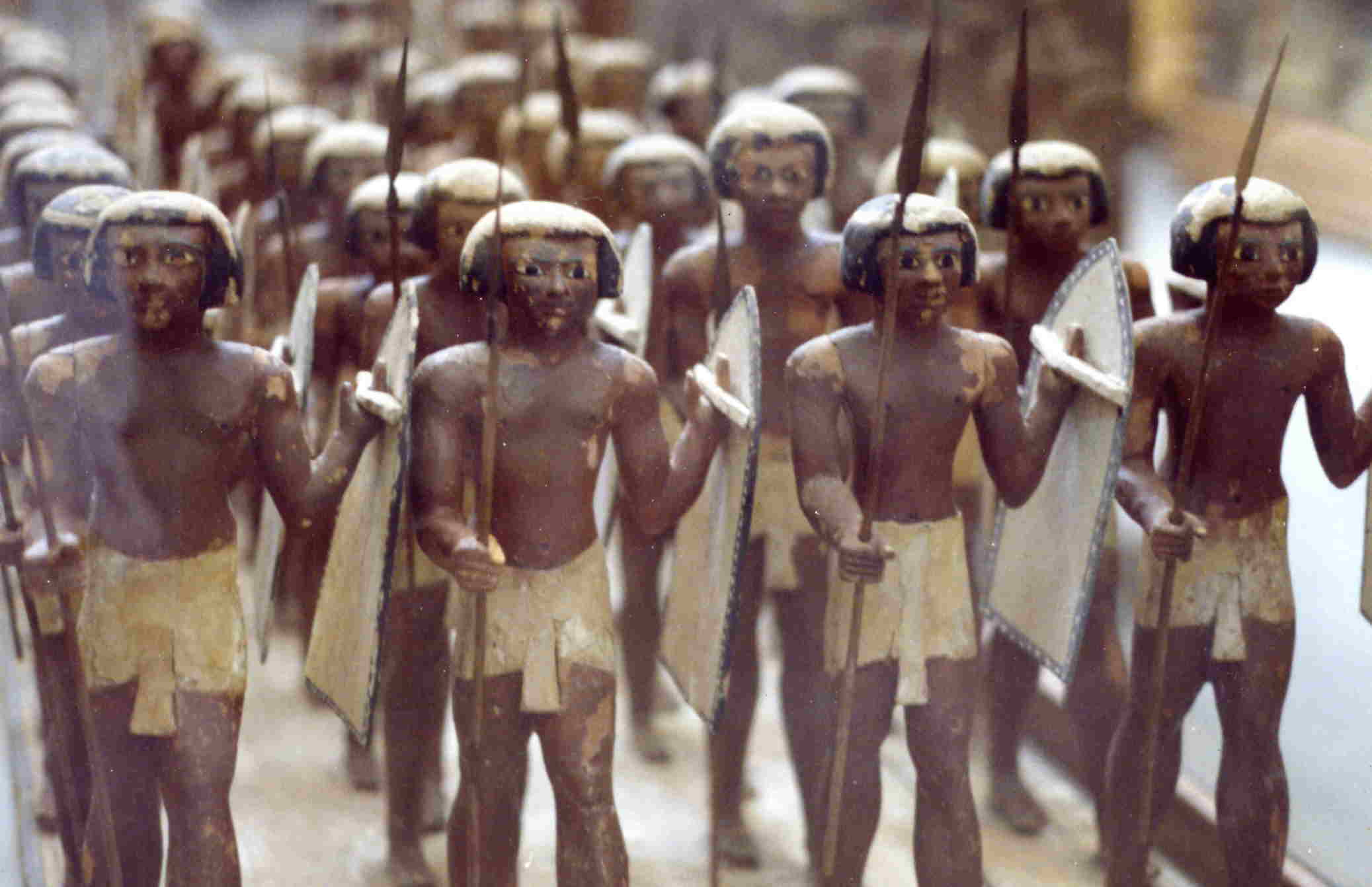

المدجاي (ويعرفون أيضا باسم الميدجاي والمازوي والمادجاي من النطق المصري القديم مدا.آي) نسبة إلى مدا وهو الاسم الذي أطلقه المصريون القدماء على المنطقة الواقعة شمال السودان والتي سكنها أهل النوبة قديما، وكون المدجاي جزءا من المنظومة العسكرية المصرية القديمة كجنود استطلاع وكشافة ومع تطور المنظومة العسكرية أصبح لهم مكانة أساسية في التشكيلات العسكرية وكونوا فرقا في مختلف أفرع الجيش.

## تاريخ المدجاي
جاء ذكر المدجاي في النصوص التاريخية لأول مرة في عهد الدولة القديمة عندما تم سردهم ضمن أشخاص آخرين من النوبة بواسطة ويني الذي تقلد منصب قائد الجيش في عهد بيبي الأول، وخلال تلك الفترة كان اسم «مدجاي» لقبا يطلق على الأفراد القادمين من أرض مدجا والتي تقع تقريبا شمال الشلال الثاني بالنوبة، وقد عثر على مرسوم ملكي يرجع لعصر بيبي الأول بخصوص تعيين ممثلا لأرض مدجا والمناطق المحيطة بها والتي كانت تخضع للإمبراطورية المصرية في ذلك الوقت.
وفي عهد الدولة الوسطى لم تعد مدجاي إشارة لأرض مدجا، بل أصبحت إشارة لمجموعة قبائل عشائرية، ولا يعرف بالتحديد ما حل بالمقاطعة والتي لم تعدلها ذكرى في النصوص التاريخية في أعقاب عصر الاضمحلال الأول بالإضافة لمناطق أخرى في النوبة، وتشير النصوص التاريخية إلى أن المدجاي شعب رعوي عاش في الصحراء وبمرور الوقت انضموا للجيش المصري حيث عملوا كجنود مركزية في الحصون المصرية بالنوبة كما جابوا الصحراء كجنود درك، وكانت أولى دوافع ضم المدجاي للجيش المصري في ذلك الوقت هو خطب ود باقي أفراد شعب هذه المنطقة بجنوب مصر وحملهم على التوقف عن مهاجمة الحصون والممتلكات المصرية بهذه المنطقة، كما كان للمدجاي دورا بارزا في حملة كامس ضد الهكسوس ومن ثم أصبحوا فرعا هاما من أفرع الجيش المصري.
ومع بداية عصر الدولة الحديثة وتحديدا خلال عهد الأسرة الثامنة عشر أصبح المدجاي من نخبة قوات الشرطة الشبه عسكرية ولم يعد الاسم إشارة لمجموعة عرقية معينة، وبمرور الوقت أصبح لفظا شاملا لكل العاملين بالشرطة سواء كانوا من المدجاي أو غيرهم، وكونهم من نخبة القوات جعلهم في حماية المناطق الهامة ولا سيما المجمعات الدينية والملكية وزاع صيتهم لما نالوه من شرف حماية القصور والمقابر الملكية بطيبة والمناطق المحيطة بها، ولم تتوقف واجبات حماية المدجاي للمناطق الواقعة بمصر العليا فقط بل امتد وجودلهم حتى مصر السفلى أيضا، وكان لكل فرقة إقليمية القائد والضباط المنوطين بقيادتها، ولم يتوقف دورهم على حماية المناطق الهامة داخل حدود المملكة المصرية فحسب، بل امتد دورهم ليشمل العمل كجنود كشافة لاستكشاف شعاب الصحراء في تلك الحقبة التاريخية كذلك.
في البداية اقتصر تكوين تلك الفرق العسكرية على المنحدرين من أصول المدجاي القبلية القديمة، وتغيرت الأمور مع الوقت بانضمام أعداد أكبر من المصريين للخدمة العسكرية في تلك الفرق، وبالنظر للوثائق التاريخية نجد أعدادا ليست بالقليلة من قادة المدجاي وضباطها ممن يحملون أسماء مصرية، ولا يعرف بالتحديد سبب ذلك التحول الكبير وإن أرجعه بعض علماء المصريات لنظرة المجتمع المصري للمدجاي في تلك الفترة على أنهم من نخبة المحاربين، مما دفع المصريون للسعي لنيل شرف مماثل.
وفي أعقاب عهد الأسرة العشرون لم تحو الوثائق أو النصوص التاريخية أي ذكرى للمدجاي ولا يعلم علماء المصريات ما إذا كان السبب في ذلك هو التخلي عن المدجاي كوظيفة أو مجرد تغيير المسمى الوظيفي لهذه المجموعة وإن كان يعتقد أن من حاربوا مملكة كوش خلال القرنين الخامس والسادس قبل الميلاد وأطلق عليهم شعب «ميدد» هم في الأصل من المدجاي، وبخلاف ذلك فمن المؤكد أن المدجاي لعبوا دورا هاما في تاريخ مصر القديمة؛ بداية من استقدامهم كجنود مرتزقة على يد المصريين وحتى تحولهم لنخبة من القوات شبه العسكرية التي قامت بحماية أقدس المناطق المصرية وقصور الفراعنة ومقابرهم.

## المدجاي في الثقافة العامة
تم تصوير المدجاي بصورة الحرس الشخصي للفرعون من خلال فيلم المغامرات الأمريكي المومياء (1999) ثم أصبح لقب بعد ذلك للإشارة لجماعة من الناس من نسل المدجاي الأوائل انحصرت مهمتهم في إخفاء مومياء الكاهن الأكبر إمحوتب ومنع أي فرد من الوصول إليها وإعادته مرة أخرى من العالم الآخر، وفي الجزء الثاني (عودة المومياء) نشاهد جيشا كبيرا من المدجاي وقد احتشد لمواجهة جيش أنوبيس والذي قام من عالم الموتى بعودة الملك العقرب من العالم الآخر، وتم تصوير المدجاي في صورة المسلمين خاصة مع بداية بداية معركتهم ضد جيش أنوبيس بالتكبير، وإن ظهروا أيضا معتنقين بعض المعتقدات المصرية القديمة.
كما تحدث الكاتب الأمريكي سكوت وودن عن مجموعة من محاربي المدجاي من خلال قصته الأدبية رجال من البرونز Men of Bronze يقودهم شخصية خيالية تدعى «هسدرابال بركا» ويصفهم الكاتب بنخبة المحاربين في مصر القديمة على الرغم مقتلهم جميعا في مدينة منف بوشاية لأعدائهم من يوناني يدعى فانس، وحمل المدجاي فوق دروعهم صورة المعبودة ودجت (معبودة مصر العليا) والتي يرمز إيها بأنثى حية الكوبرا.
وفي المجموعة القصصية للورين هاني والمسماة الملازم باك Lieutenant Bak يظهر الملازم باك قائدا لفرقة شرطة من المدجاي خلال عهد الملكة حتشبسوت.
أخيرا في الرواية الصادرة عن نيك درايك عام 2009 والتي تحمل اسم توت عنخ آمون: كتاب الظلال Tutankhamun: the book of shadows يظهر رع حتب قائدا لقوات المدجاي بطيبة إبان عهد توت عنخ أمون.

## المطبوعات
- Katheryn A. Bard, Encyclopedia of the Archaeology of Ancient Egypt, Routledge 1999, ISBN 0-415-18589-0
- J. H. Breasted, Ancient Records of Egypt, part One, Chicago 1906
- Alan H. Gardiner, "Ancient Egyptian Onomastica, Vol. 1", Oxford University Press 1947
- Ian Shaw, The Oxford History of Ancient Egypt, Oxford University Press 2000, ISBN 0-19-280293-3
- George Steindorff and Keith C. Seele, "When Egypt Ruled the East", University of Chicago Press 1957
- Toby Wilkinson, "Dictionary of Ancient Egypt", Thames & Hudson Ltd 2005
- Kate Liszka, "“We Have Come to Serve Pharaoh": A Study of the Medjay and Pangrave Culture as an Ethnic Group and as Mercenaries from c. 2300 BCE until c. 1050 BCE", PhD Dissertation, University of Pennsylvania, forthcoming.

## وصلات خارجية
- جيران مصر القديمة
- الرماة النوبيون